# Lipănescu
Lipănescu – wieś w Rumunii, w okręgu Buzău, w gminie Scutelnici. W 2011 roku liczyła 286 mieszkańców.